# الحافة (وادي موعة)

تعديل مصدري - تعديل

الحافة محلة تابعة لقرية وادي موعة، التابعة لعزلة حقين بمديرية حزم العدين إحدى مديريات محافظة إب في الجمهورية اليمنية، بلغ تعداد سكانها 108 حسب تعداد اليمن لعام 2004.